# 루스 포드

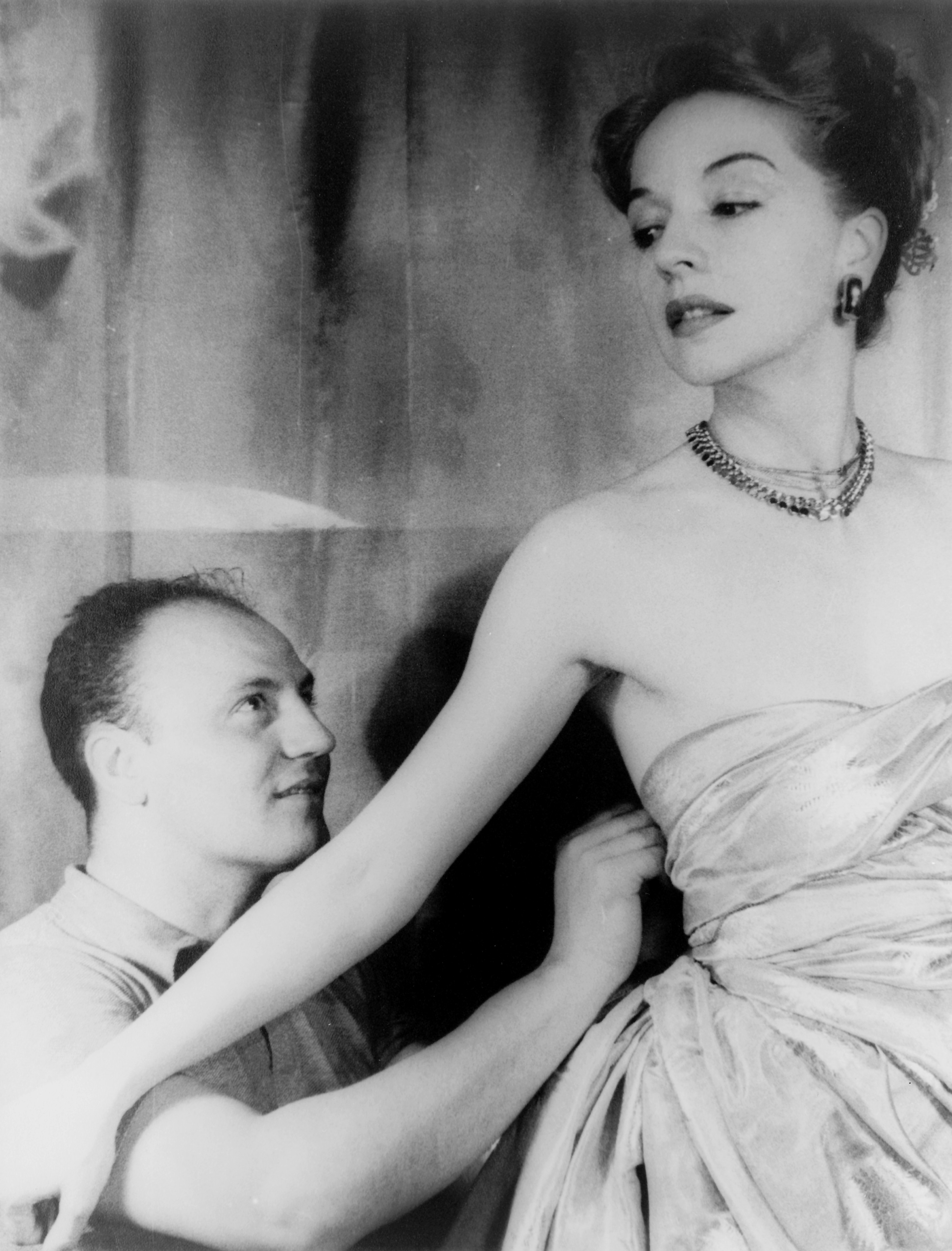
칼 반 베흐텐이 촬영한 피에르 발망과 루스 포드 (1947)

루스 포드(Ruth Ford, 1911년 7월 7일 ~ 2009년 8월 12일)는 미국의 배우, 모델, 연극 배우, 영화배우이다.
뉴욕에서 사망하였다.

## 영화
- 엘리베이터의 사나이 (1985년)
- 플레이 잇 애즈 잇 레이스 (1972년)
- 생츄어리 (1961년)
- 스튜디오 원 (1948년)
- 윌슨 (1944년)
- 왕국의 열쇠 (1944년)
- 에어 포스 (1943년)
- 인 디스 아워 라이프 (1942년)
- 투 머치 존슨 (1938년)